# Ilha da Barra
Ilha da Barra är en ö i Brasilien.   Den ligger i delstaten Paraná, i den södra delen av landet, 900 km sydväst om huvudstaden Brasília.
Trakten runt Ilha da Barra består i huvudsak av gräsmarker. Runt Ilha da Barra är det ganska glesbefolkat, med 29 invånare per kvadratkilometer.